# ماريو كييزا
ماريو كييزا (بالإيطالية: Mario Chiesa)‏ ولد بتاريخ 17 نوفمبر 1966 في بريشا، هو دراج إيطالي سابق.

## روابط خارجية
- ماريو كييزا على موقع أرشيف الدراجات (الإنجليزية)
- ماريو كييزا على موقع إحصائيات الدراجات الإحترافية (الإنجليزية)
- ماريو كييزا على موقع CycleBase (الإنجليزية)